# Estancia de Georg Friedrich Händel en Cannons

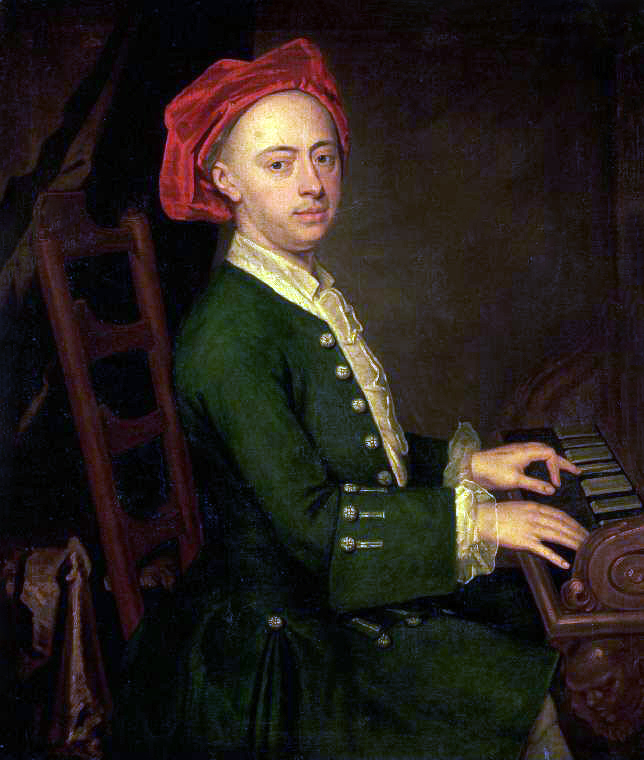
Georg Friedrich Händel hacia 1720 tocando el clave.

Georg Friedrich Händel fue el compositor de la casa en Cannons desde agosto de 1717 hasta febrero de 1719. Allí concibió, escribió y tuvieron lugar las primeras representaciones de los Chandos Anthems y otras obras importantes.
Cannons era una casa grande en Middlesex, vivienda de James Brydges, primer duque de Chandos, quién era patrón de Händel. El Duque, que era flautista, tuvo una orquesta privada formada por 24 instrumentistas. Johann Christoph Pepusch fue el Maestro de capilla en Cannons desde 1716 y vio cómo el tamaño del establecimiento musical al principio se expandió y luego disminuyó en la década de 1720 debido a las pérdidas de Brydges en la burbuja de la Compañía del Mar del sur, una crisis financiera que tuvo lugar en 1720.

## Estancia de Händel en Cannons

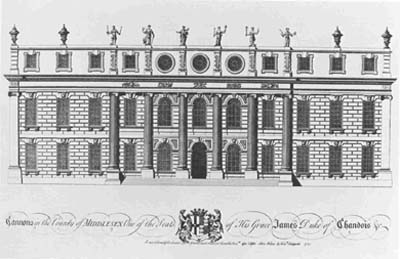
Diseño del frontal sur de Cannons.

Händel se estableció en Inglaterra en 1712, pero no se tiene constancia de que tuviera casa propia en Londres hasta 1723. Atrajo el mecenazgo de nobles como Richard Boyle, Tercer Conde de Burlington, y estuvo viviendo en basado en Burlington House antes de convertirse en compositor residente de Cannons entre 1717 a 1718. Se ha sugerido que el traslado a Cannons estuvo relacionado al hecho de que en 1717 se había reducido la demanda de sus servicios en el centro de Londres porque las producciones operísticas experimentaban un declive provisional. Al final de la estancia de Händel en Cannons, el Duque y sus amigos le ayudaron a establecer una compañía de ópera nueva en Londres, la Royal Academy of Music.

## Música sacra
Mientras Händel estuvo en Cannons, la capilla ducal todavía estaba en construcción (finalizó en 1720). Brydges ya había reconstruido la iglesia parroquial local (St Lawrence, Whitchurch) a su gusto barroco. Aquí se representó la música sacra de Händel, el Chandos Te Deum y Chandos Anthem (arreglos de textos de los salmos para uso en la liturgia anglicana). St Lawrence todavía contiene obras de arte de Louis Laguerre y Bellucci (quién también trabajó en el esquema decorativo de la casa).  En el extremo este de la iglesia está el órgano utilizado por Händel.  Modernizado con el paso del tiempo, fue restaurado en 1994 utilizando las partes supervivientes del original del órgano de manual único de 1716 como punto de referencia.

## Chandos Anthems
Händel compuso los Chandos Anthems a la vez que se estaba expandiendo el establecimiento musical de Cannons. La partitura de los himnos varía, con predominio de cuerdas, incluyendo violines primero y segundo (y sólo de vez en cuando violas), violonchelos y contrabajos. Por lo general, hay una parte separada de oboe y una de órganos. En ocasiones se unen fagotes a los violonchelos y contrabajos.
Se desconoce el número de cantantes en la disposición de Händel. A pesar de que Daniel Defoe refirió al duque que había un «coro completo» en un periodo ligeramente más tardío, parece que los altos faltaban en el coro en el inicio de la estancia de Händel en Cannons (véase As Pants the Hart para detalles de la partitura de uno de los himnos más tempranos).

## Música dramática
Esther (HWV 50a), el cual es ahora reconocido como el primer oratorio inglés, fue representado por los músicos de Cannons en 1718. El libreto, basado en una tragedia de Jean Racine, era de John Arbuthnot y Alexander Pope.Händel utilizó varias partes de su Brockes Passion en Esther.
Otro estreno, en mayo de 1718, fue sin duda la mascarada Acis y Galatea. El libreto estaba escrito por John Gay. Según la tradición, Acis y Galatea se representó en el jardín. Apropiadamente para Cannons, que disponía de caras fuentes, el héroe pastoral Acis se transforma en una fuente al final.

## Música instrumental
Händel publicó ocho suites para teclado en 1720.  Es posible, aunque no probado, que algunas de ellas fueran escritas en Cannons. Es difícil datar la música porque fue escrita durante un periodo de años y el compositor la mantuvo en manuscrito hasta que se enteró de publicación no autorizada próxima. Se dice que en Cannons escribió las variaciones The Harmonious Blacksmith.